# Hans Memling

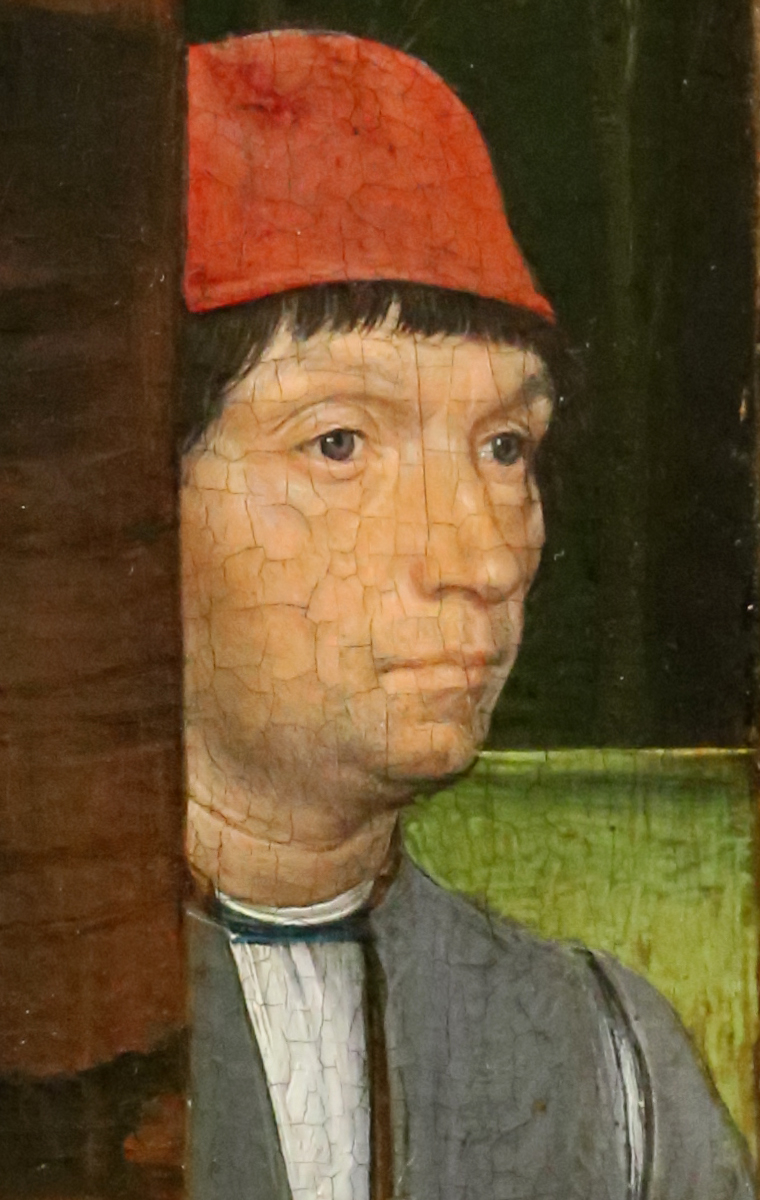
Selbstbildnis (um 1480) auf dem Donne-Altar in der National Gallery, London

Hans Memling (* zwischen 1433 und 1440 in Seligenstadt; † 11. August 1494 in Brügge; auch Jan van Mimmelynghe, Johannes Memmelinc oder Memlinc, falsch auch Hemling) war ein deutscher Maler der altniederländischen Schule.

## Leben
Seine Mutter war vermutlich Lucia Stirn, sie war in erster Ehe mit einem wohlhabenden Bürger Seligenstadts verheiratet. Sein Vater war Hamann Momilingen. Der Vater oder beide Eltern starben 1450 oder 1451, vermutlich infolge einer damaligen Pestepidemie. Über die Eltern fehlen exakte Informationen und Memlings Geburtsjahr ist nicht bekannt, so dass sein früher Lebensweg weitgehend im Dunkeln liegt.
Zuerst wird er 1465 mit dem Erwerb des Bürgerrechts urkundlich in Brügge erwähnt. 1466 bewohnte er dort ein großes Steinhaus in der Sint-Jorisstraat zur Miete, das er wohl 1480 erwarb. Später werden zwei angrenzende Häuser mit Querbau genannt, welche Memling eventuell schon seit Anfang seiner Zeit in Brügge bewohnt hatte. In jenem Viertel lebten damals vor allem Maler und Miniaturisten, darunter auch der Buchillustrator Willem Vrelant.
Memling wäre verpflichtet gewesen, die Freimeisterschaft zu erwerben, ließ sich aber aus unbekannten Gründen bei der Brügger Zunft registrieren und beschäftigte später in seiner Werkstatt auch Gehilfen und Lehrlinge. 1480 wird als Lehrling ein Hannekin Verhannemann genannt, der später nicht weiter in Erscheinung trat. Vier Jahre später taucht ein Passchier vander Mesch als Lehrling auf, der ebenso unbedeutend blieb. Für dieselbe Zeit ist Michel Sittows Lehrzeit in Brügge belegt, der aufgrund von stilistischen Ähnlichkeiten als weiterer Lehrling Memlings in Betracht kommt.
Mit seiner Frau Anna de Valkenaere hatte Memling drei Kinder: Jean, Nielkin und Nicolas. Sie starb 1487. Memling starb 1494 und wurde auf dem Kirchhof St. Ägidius in Brügge beerdigt. Die Kinder waren ein Jahr nach Memlings Tod noch minderjährig (unter 25 Jahre alt) und blieben bis 1509 auf dem Anwesen in der Sint-Jorisstraat.

## Nachleben

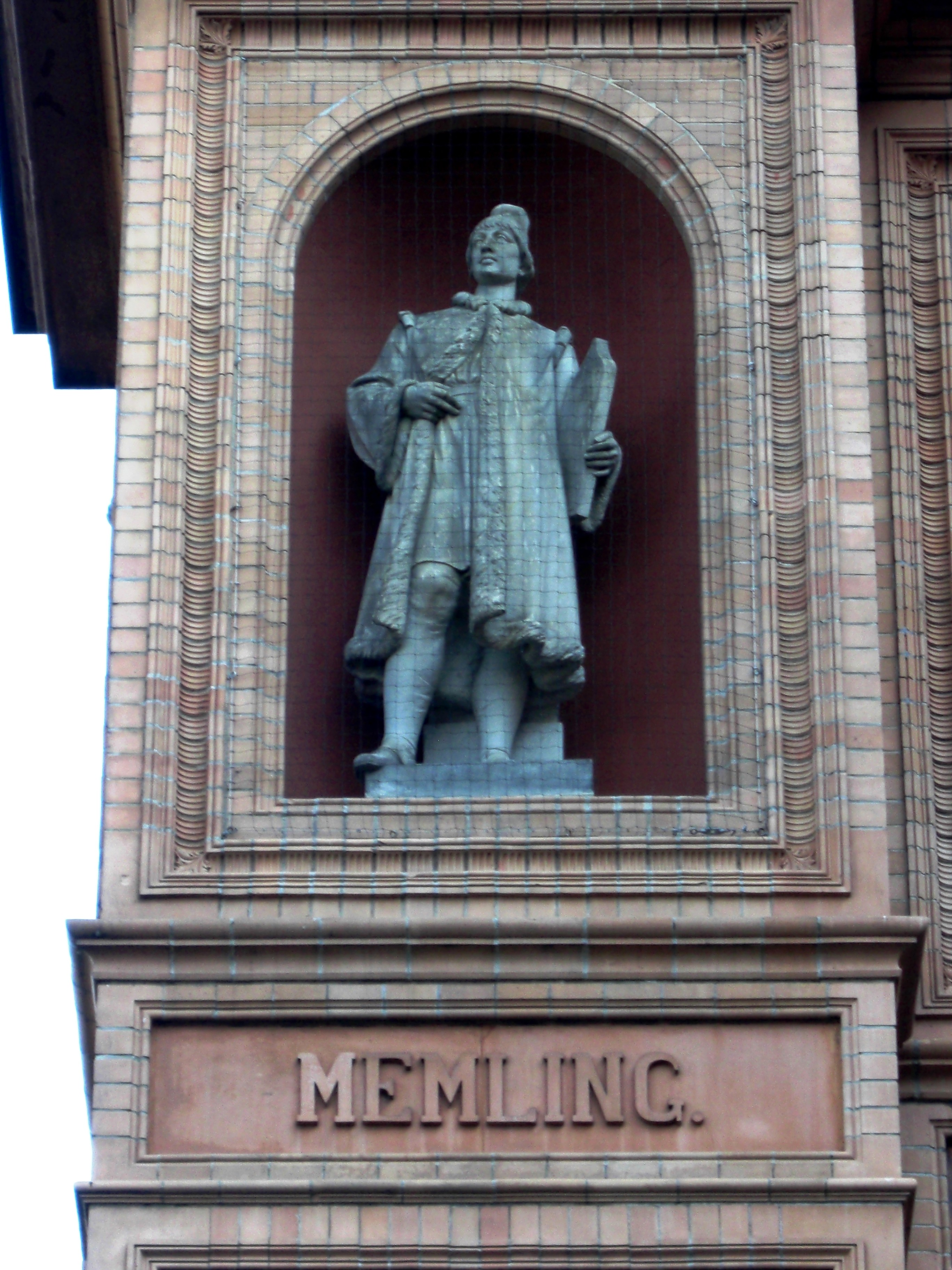
Denkmal für Hans Memling an der Kunsthalle Hamburg

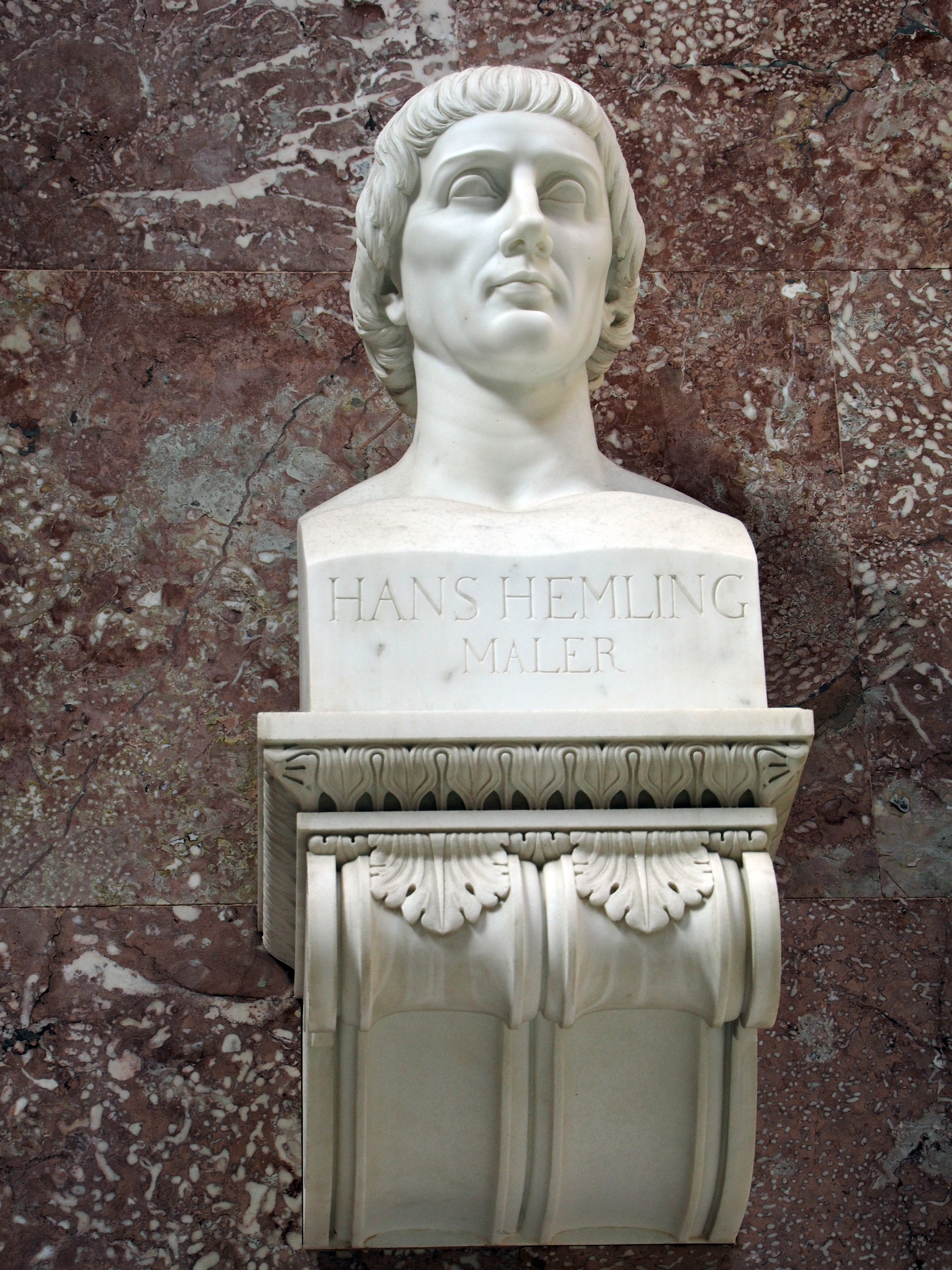
Büste des Malers in der Walhalla mit falsch geschriebenem Nachnamen Hemling, Bildhauer Franz Woltreck (1841)

Das Andenken Memlings wurde zunächst in seinem Geburtsort Seligenstadt bewahrt, wo im frühen 16. Jahrhundert noch Messen für ihn gelesen wurden. Danach geriet er vorerst in Vergessenheit.
Als sein Hauptwerk haben sich vor allem Gemälde im Johannishospital zu Brügge erhalten, so dass sich bei seiner Wiederentdeckung zunächst eine rührselige Legende um den Maler spann, der die Gemälde im Johannishospital nach einer wundersamen Heilung geschaffen haben soll. Diese Legende hielt sich lange Zeit und wurde später von weiteren Malern auch bildlich umgesetzt.
Zeitweise ist er auch als Hemeling fehlinterpretiert worden, bevor die neuere Forschung die Hospitalslegende und den falschen Namen widerlegt hat. Als Hemling ist seine Porträtbüste in der Walhalla bei Regensburg bezeichnet; das Denkmal an der Fassade der Hamburger Kunsthalle trägt den Namen Memling.
2002 wurde der Asteroid (9562) Memling nach ihm benannt.

## Stil
Aus seinen Werken geht hervor, dass er unter oder nach Rogier van der Weyden ausgebildet wurde. Er milderte jedoch dessen Herbheit und gab seinen Figuren weniger gestreckte Formen. Trotz mancher Eckigkeiten und Magerkeiten zeigen sie anmutige Bewegung und ihr zarter Seelenausdruck sowie ihre tiefe und wahre Empfindung fesseln den Beschauer mit großer Macht. Die naive Liebenswürdigkeit seines Erzählens, seine vollendete Meisterschaft in der Farbe und Modellierung und seine zarte Sorgfalt in der Behandlung stehen in seiner Zeit einzig da, weshalb ihn auch die Italiener besonders bevorzugten.
Neben der Erschaffung religiöser Werke zeichnet sich Memling auch als ein wichtiger Erneuerer der profanen Porträtmalerei aus. Mehr als ein Drittel seines erhaltenen umfangreichen Werkes besteht aus Bildnissen dieser Gattung. Der Kunsthistoriker Dirk de Vos schließt aus dem Vergleich von Werkgruppen verschiedener zeitgenössischer Künstler, dass Memling – gestützt auf die Kunst des Jan van Eyck und des Rogier van der Weyden – die Basis für das Renaissancebildnis in den Niederlanden geschaffen hat. Ein im Städel in Frankfurt am Main aufbewahrtes Blumenstillleben Memlings gilt als das früheste seiner Art.

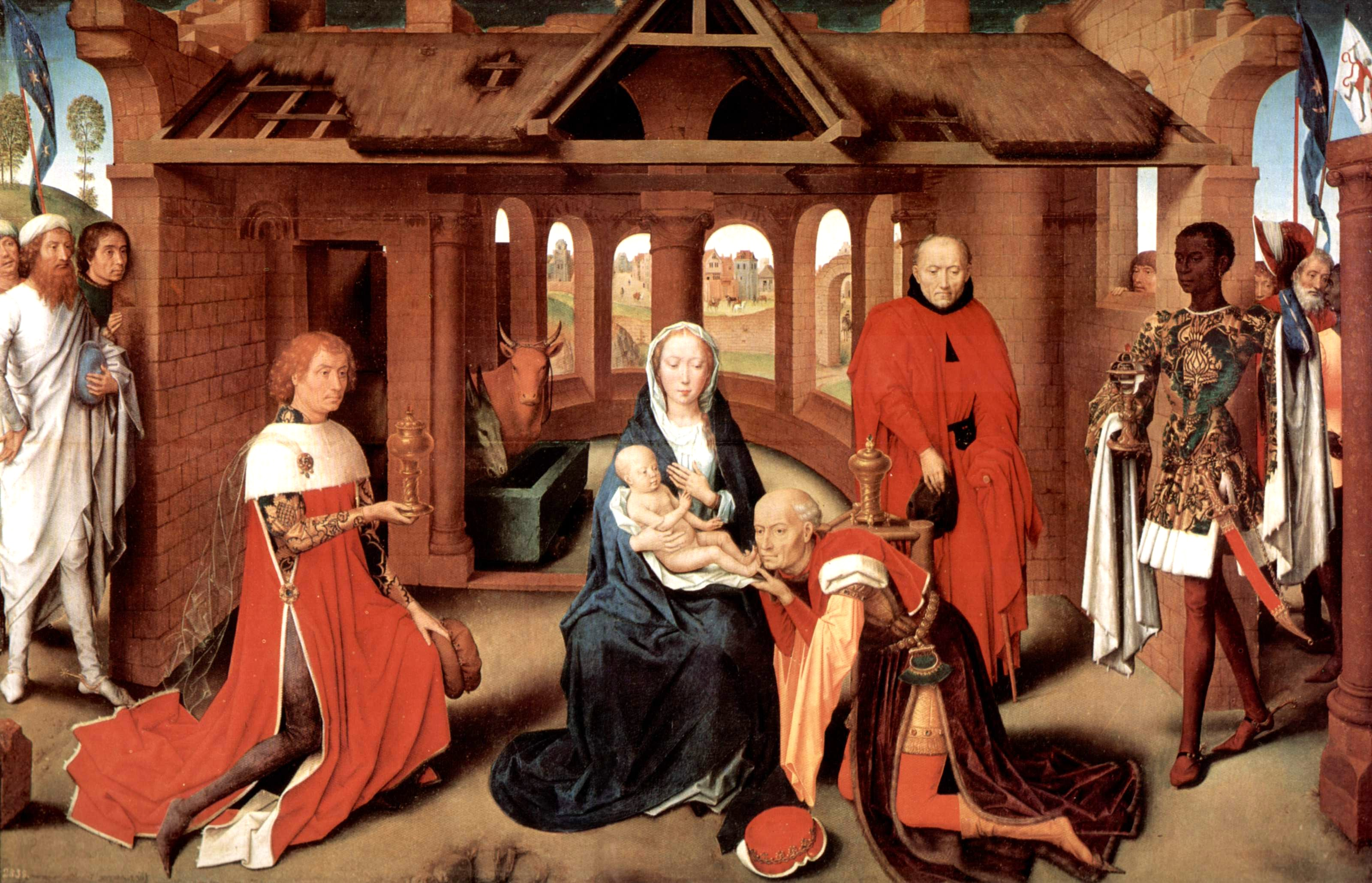
Dreikönigsaltar, um 1470, Madrid, Museo del Prado
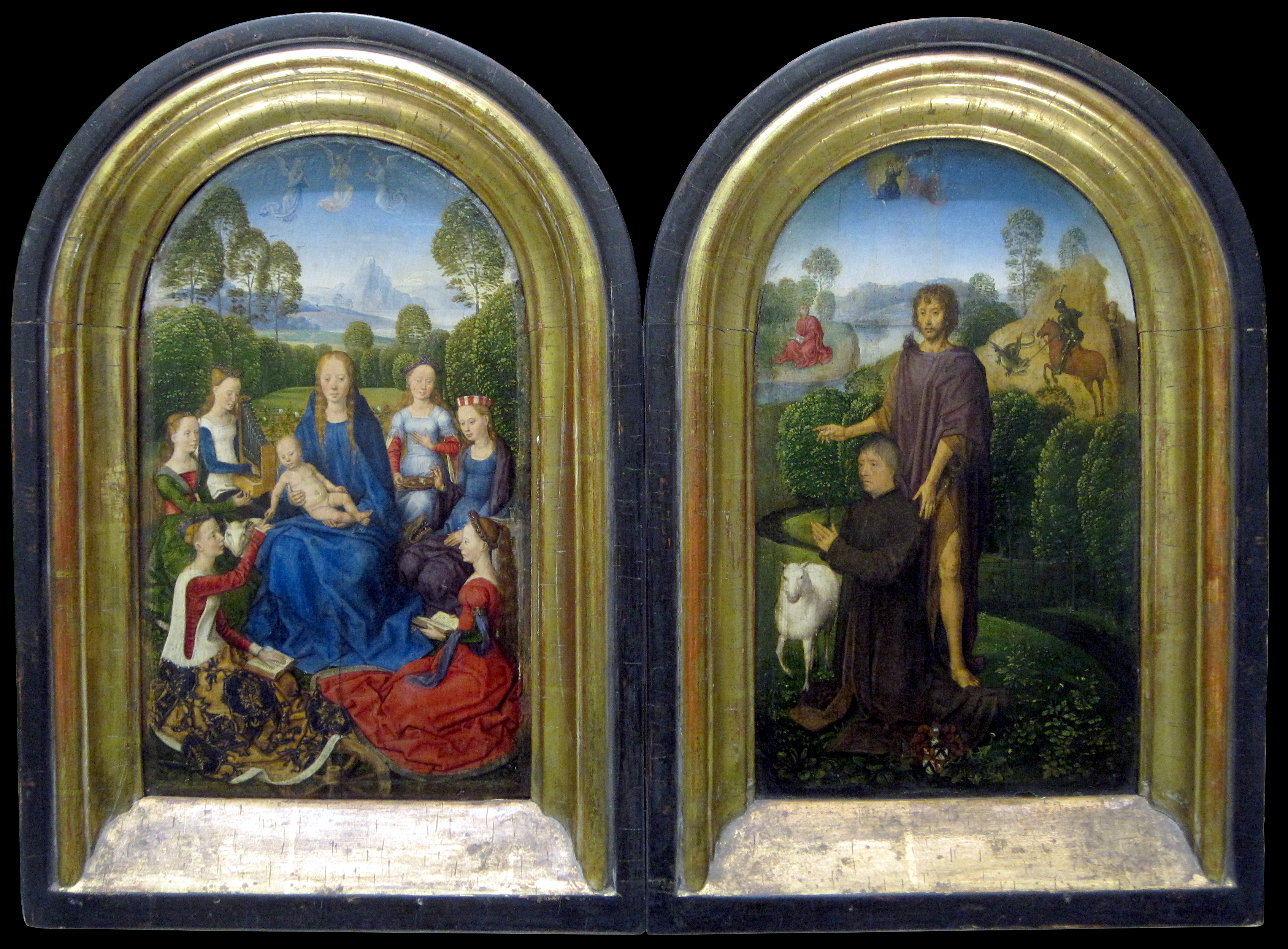
Diptichon von Jan du Cellier, Louvre in Paris
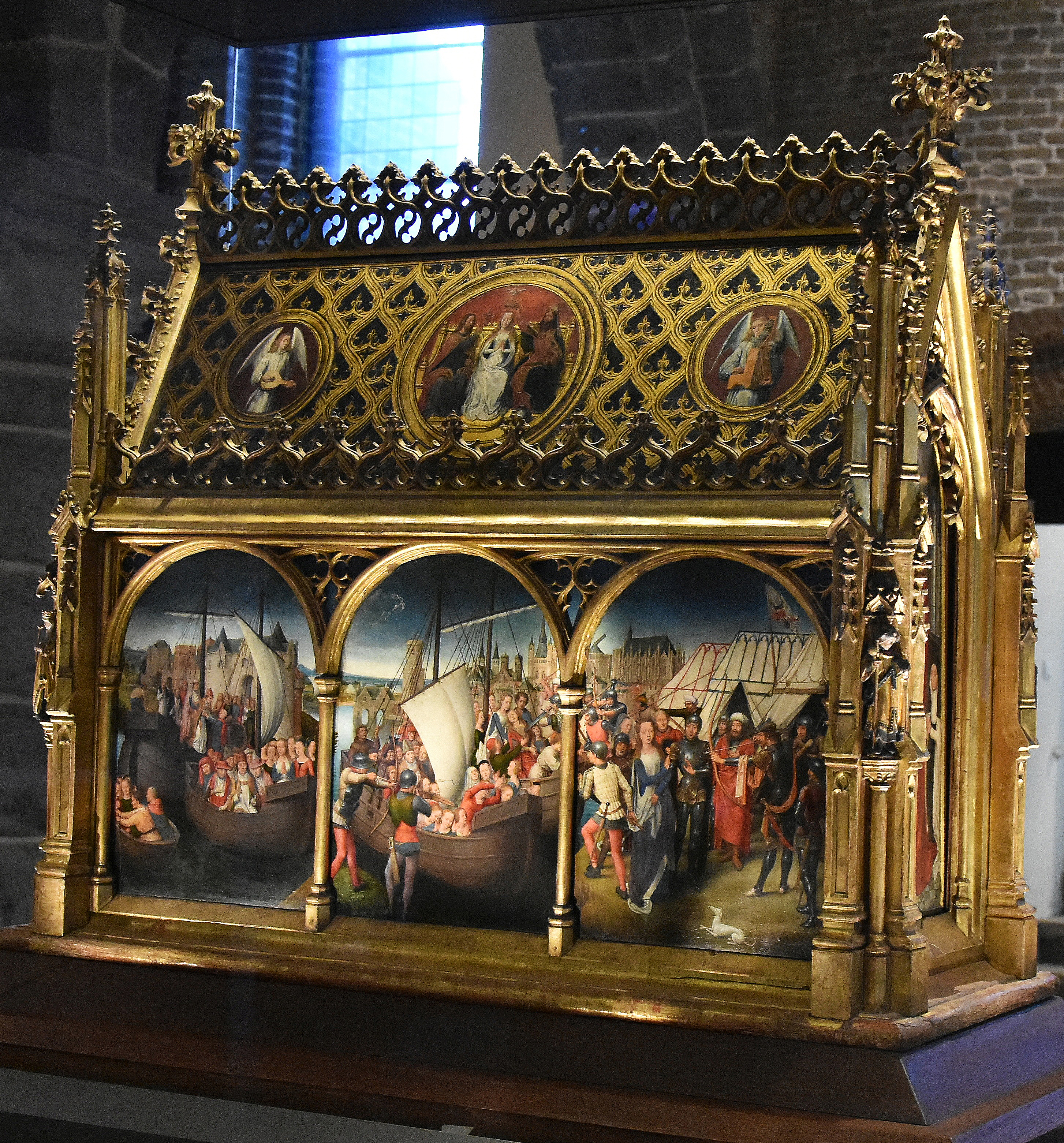
Ursula-Schrein in Brügge
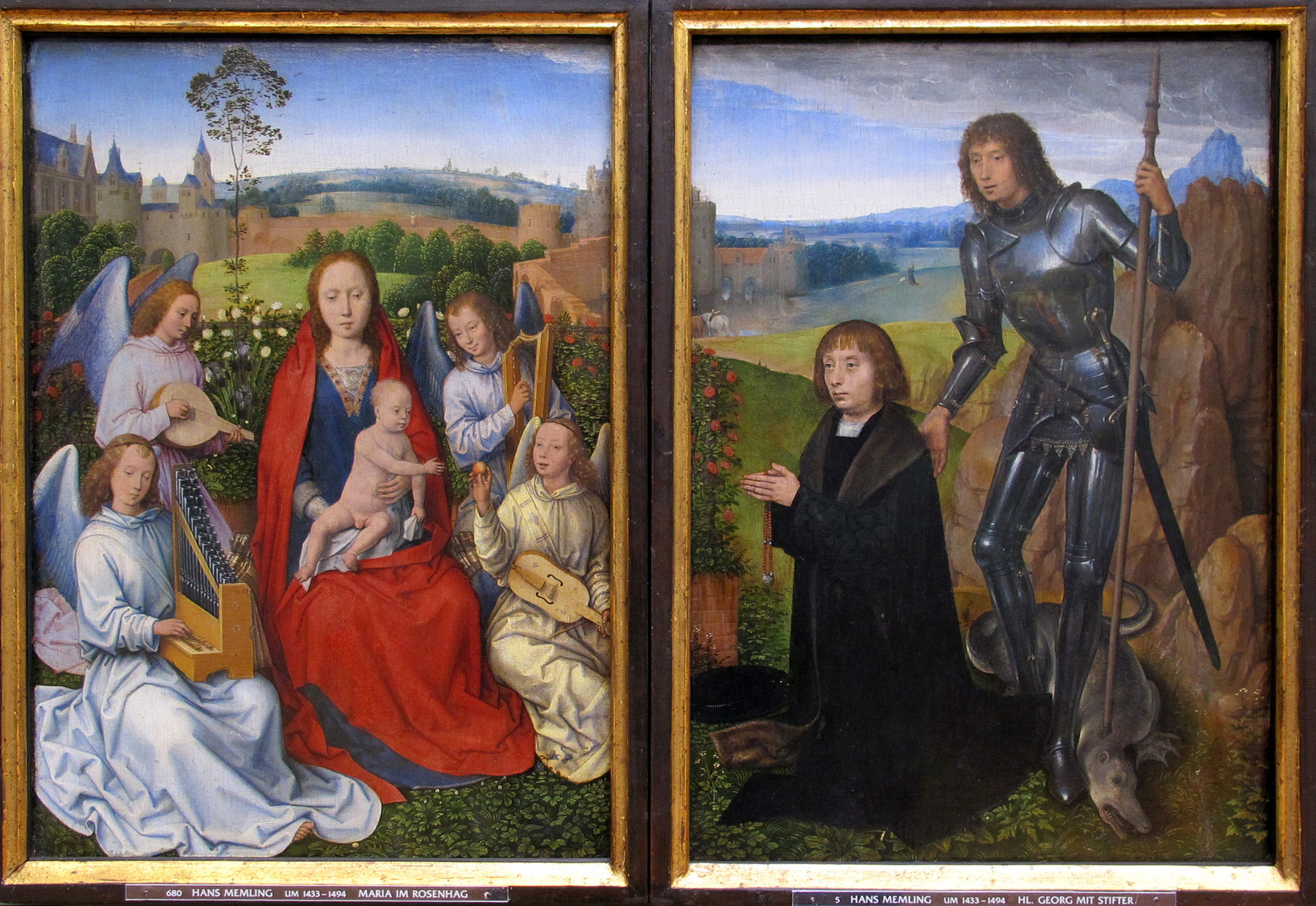
Diptychon mit Muttergottes und Stifter, Alte Pinakothek München
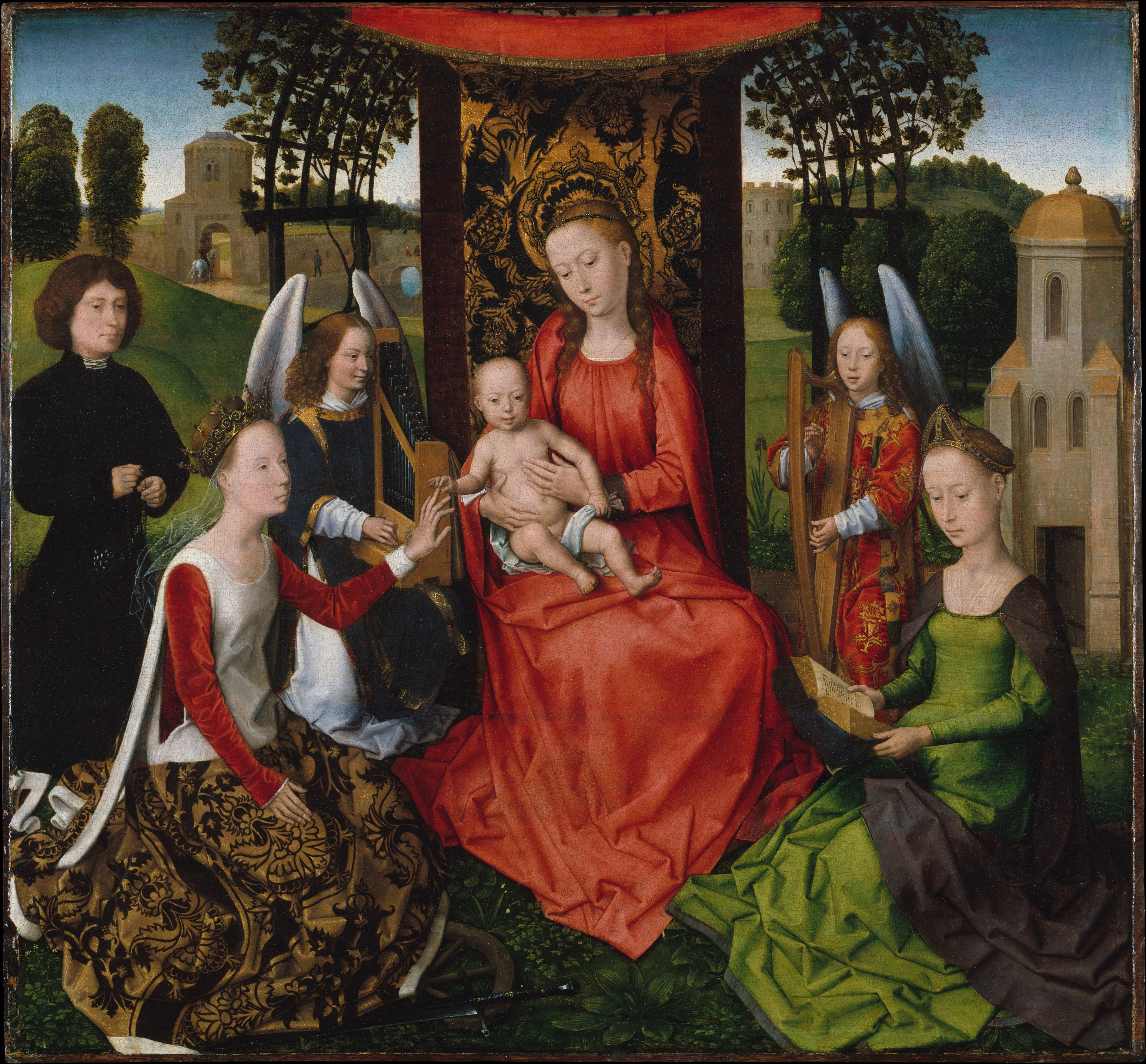
Jungfrau mit Kind und Hl. Katharina und Barbara
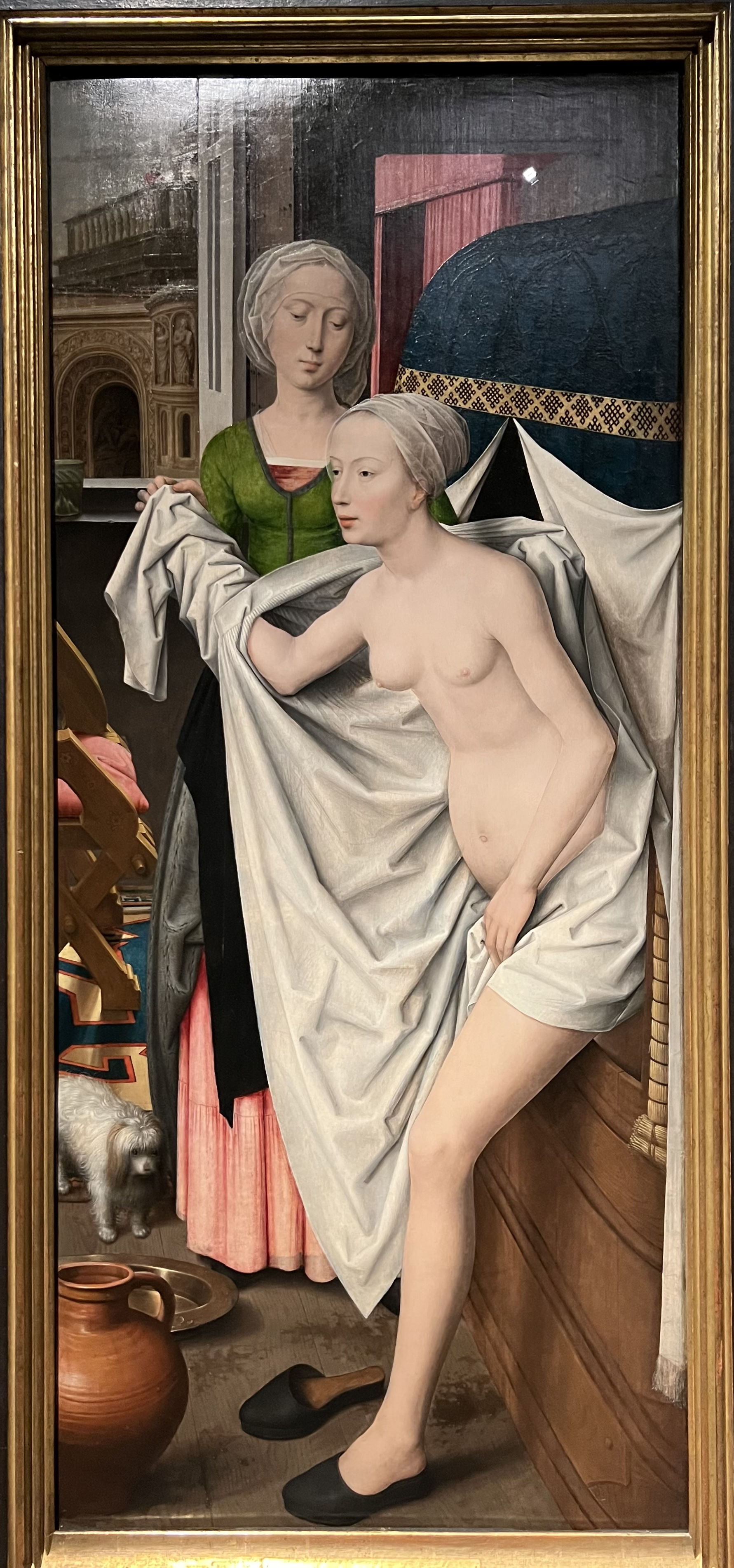
Bathseba im Bade
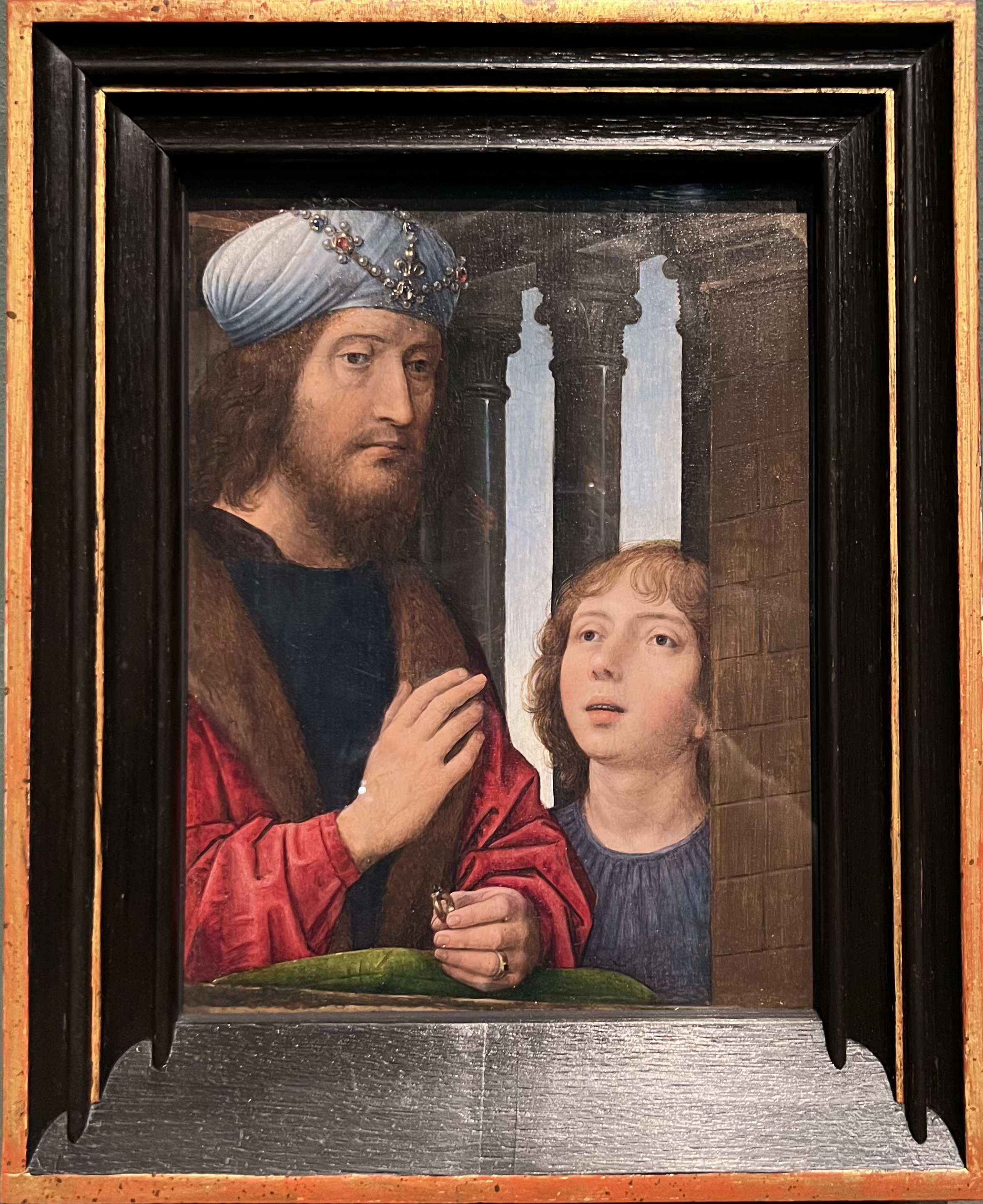
König David und ein Knabe
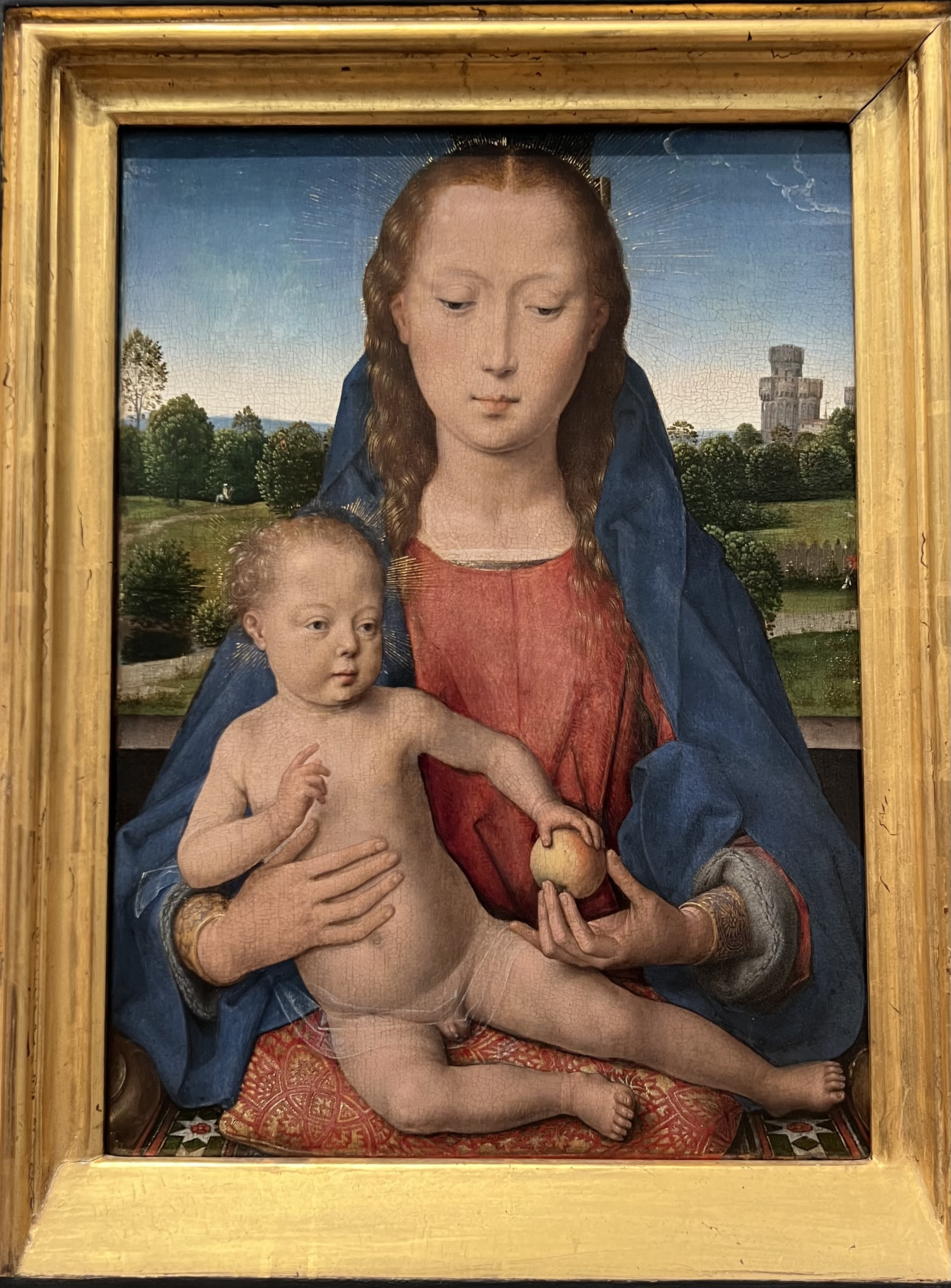
Maria mit dem Kind, Gemäldegalerie Berlin
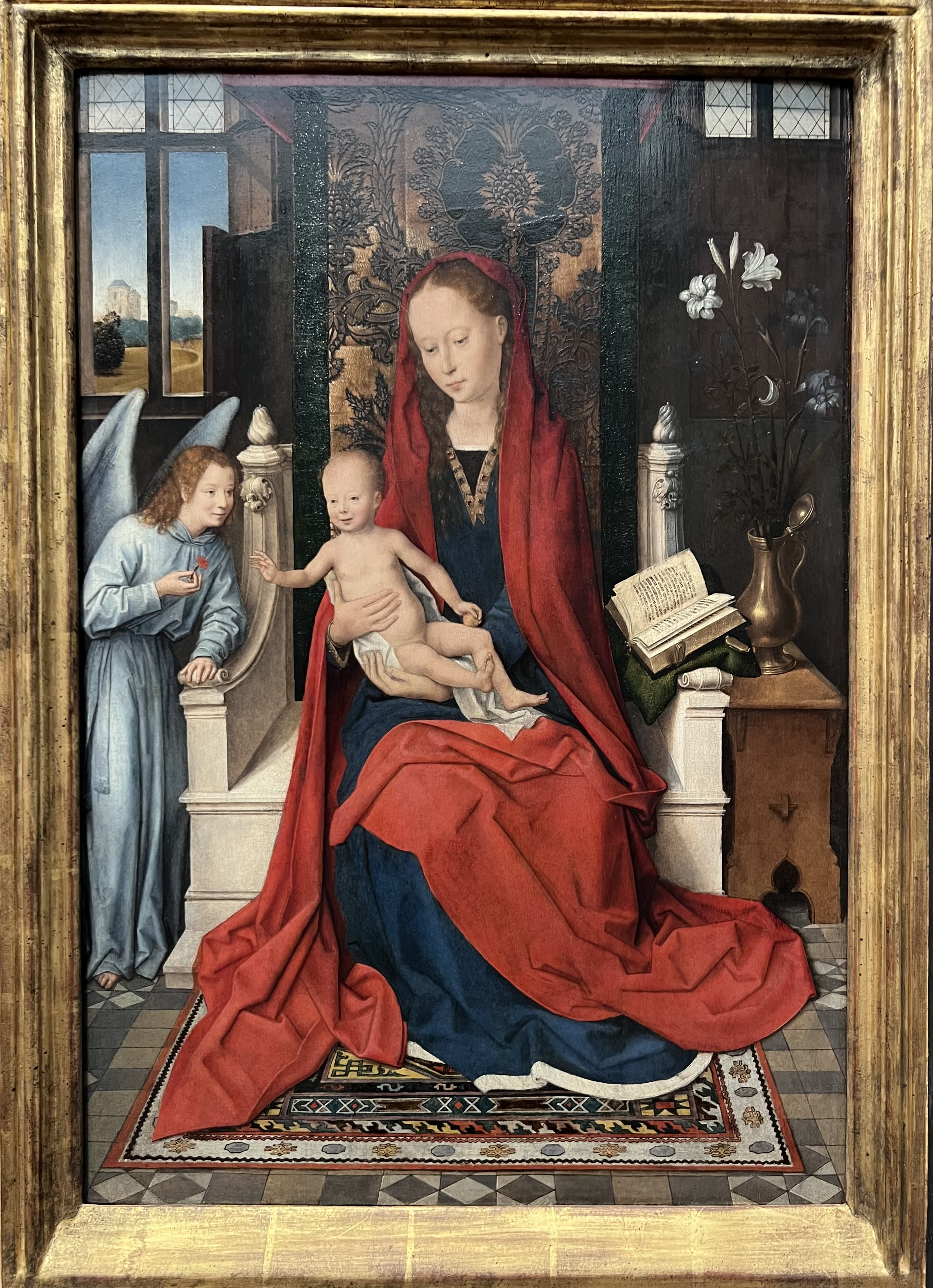
Thronende Maria mit dem Kind, Gemäldegalerie Berlin
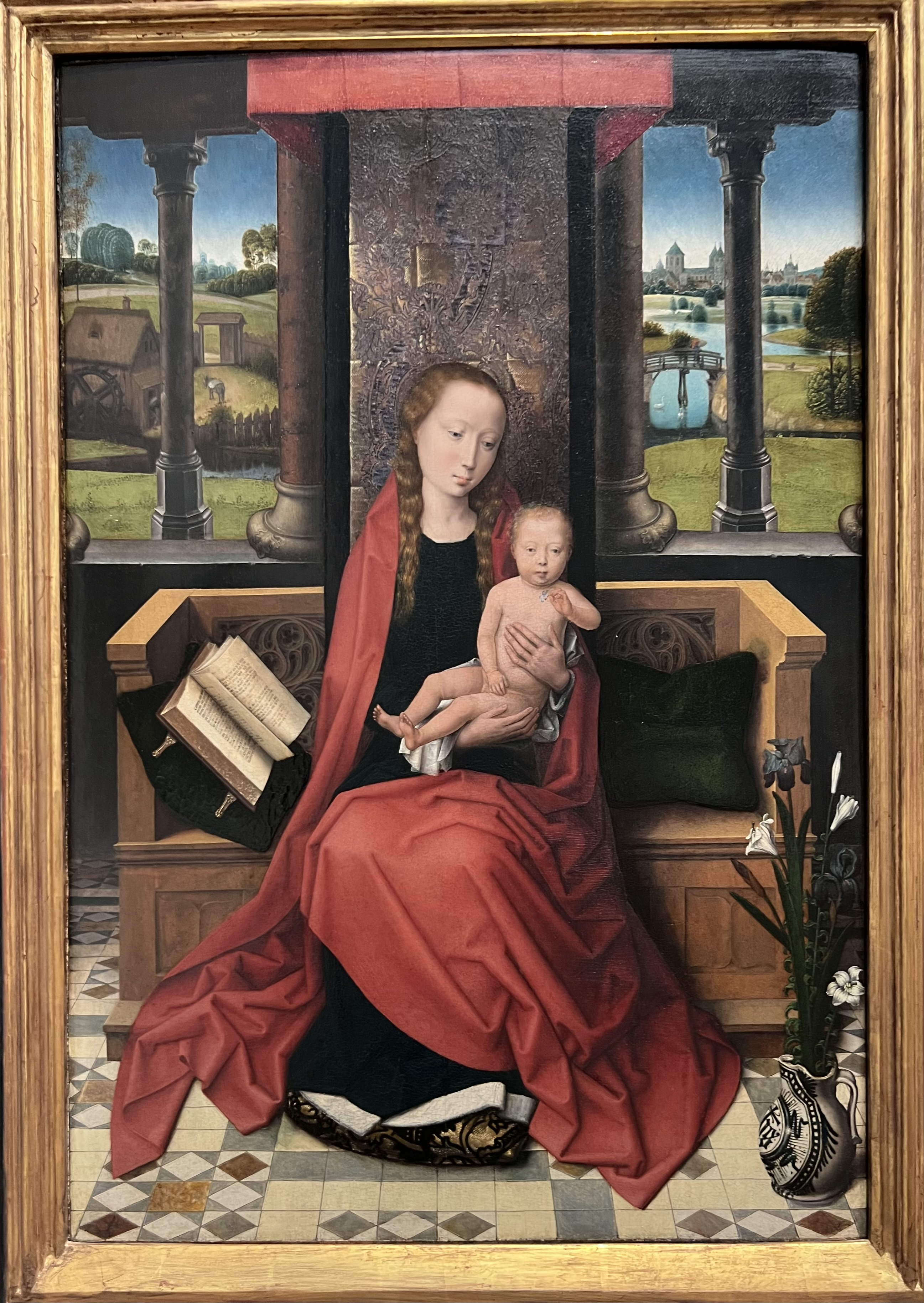
Thronende Maria mit dem Kind, Gemäldegalerie Berlin

## Werke

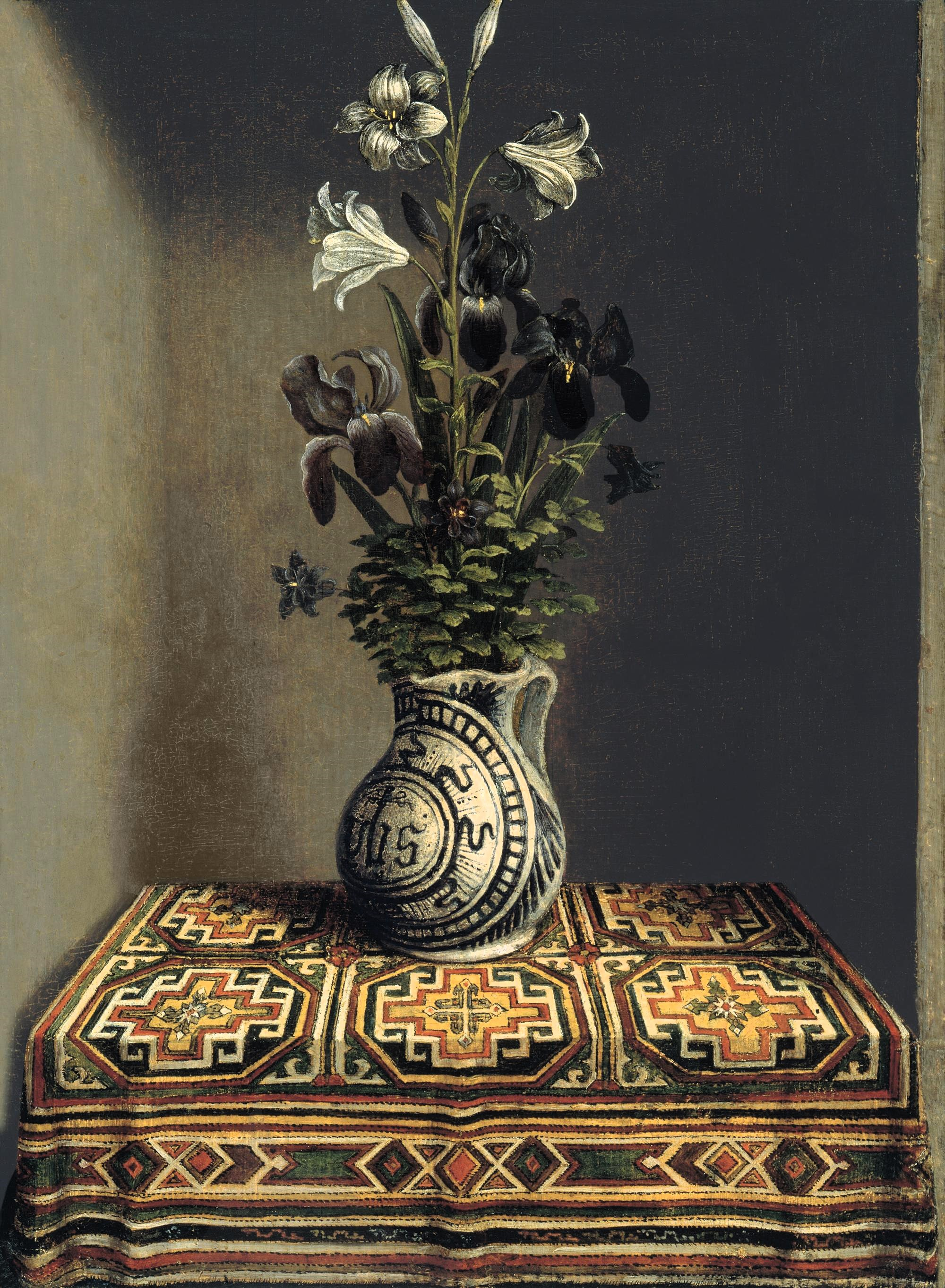
Blumenstillleben, um 1485, Madrid, Museo Thyssen-Bornemisza

- Im Louvre in Paris hängt eines seiner berühmtesten Gemälde: Das Porträt einer alten Dame mit Haube (1470/75). Es ist Teil eines Doppelporträts, dessen Pendant in Berlin aufbewahrt wird. Gemeinsam ergeben die Portraits das „Bildnis eines alten Ehepaares“.
- Das Jüngste Gericht, 1467–1471, Nationalmuseum (Danzig) und eine Kopie in der Marienkirche in Danzig.

Die Hauptwerke des Künstlers befinden sich im Johannishospital (Hôpital Saint-Jean bzw. Sint-Janshospitaal) zu Brügge:
- Der Reliquienschrein der hl. Ursula mit 6 Darstellungen aus der Legende von den 11.000 Jungfrauen (1489)
- Vermählung der heiligen Katharina (Flügelaltarbild, 1479)
- Anbetung der drei Könige (ebenfalls mit Flügeln, 1479)
- Bildnis der Maria Moreel, als Sibylla persica dargestellt (1480)
- Madonna mit dem Donator Martin van Nieuwenhoven (1487)

- Im Groeningemuseum in Brügge befindet sich ein Triptychon: in der Mitte die Heiligen Christoph, Maurus, Ägidius, auf den Flügeln der Stifter Bürgermeister Moreel mit seiner Familie
- In der Galleria Sabauda in Turin befindet sich eine Tafel, die in verschiedenen kleinen Gruppen die Passion Christi (die sieben Schmerzen Mariä) vorstellt
- In der Alten Pinakothek in München ein ähnliches Werk mit den sieben Freuden Mariä. Hier befindet sich außerdem das Werk: Diptychon mit Muttergottes und Stifterporträt, dass um 1490 entstanden ist.[3]
- Im Musée des Beaux-Arts von Straßburg befindet sich das doppelseitig bemalte Polyptychon „Irdische Eitelkeit und göttliche Erlösung“
- Das ursprünglich in der Greveradenkapelle des Dom zu Lübeck befindliche Flügelaltarbild von Memling von 1491, das in der Mitte die Kreuzigung Christi zeigt, befindet sich heute im Lübecker St.-Annen-Kloster.
- Bathseba im Bade (um 1485), 191,5 × 84,5 cm und König David und ein Knabe (um 1485),  Staatsgalerie Stuttgart[4]
- Christus umgeben von musizierenden Engeln, ursprünglich für das Kloster Santa María la Real de Nájera gemalt, heute im Königlichen Museum der Schönen Künste in Antwerpen
- Das Metropolitan Museum of Art besitzt neun Werke, die auch als Digitalisate verfügbar sind:
  - Verkündigung, 1465–70, Öl auf Holz, 186,1 × 114,9 cm[5]
  - Jungfrau mit Kind und den Heiligen Katharina und Barbara, frühe 1480er Jahre, Öl auf Holz, 67 × 72,1 cm[6]
  - Porträts des Folco und der Maria Portinari, ca. 1470, Öl auf Holz, 42,2 × 31,8 cm und 42,2 × 32,1 cm[7]
  - Bildnis eines alten Mannes, ca. 1475, Öl auf Holz, 25,4 × 18,4 cm[8]
  - Jungfrau und Kind, 1480–85, Öl auf Holz, Durchmesser 17,5 cm[9]
  - Junge Frau mit Nelke (mit Werkstatt), 1485–90, Öl auf Holz, 43,2 × 17,5[10]
  - Verkündigung, 1480–89, Öl auf Holz, übertragen auf Leinwand, 76,5 × 54,6 cm[11]
- In der Gemäldegalerie Berlin befinden sich die Werke Maria mit dem Kind, sowie zwei Werke, die den Titel Thronende Maria mit Kind tragen.

Der fünf-flüglige Memling-Altar in Lübeck